# Corrente letteraria
Una corrente letteraria (o movimento letterario) è una tendenza (relativa alla poetica, allo stile, ai contenuti) che influisce sugli scrittori del tempo in cui si sviluppa. Alcune sono vere e proprie scuole o movimenti d'avanguardia in cui gli autori stessi si riconoscono, altre sono state individuate e definite a posteriori dagli studiosi e dai compilatori d'antologie. Di fatto il successo di questo criterio organizzativo è dovuto alla praticità a fini didattici di raggruppare gli autori in capitoli, unificando alcune informazioni generali valide per tutti. 

## Correnti della letteratura italiana
Vengono qui elencate le più comunemente citate nei piani delle antologie scolastiche, con l'avvertenza che si tratta di fenomeni molto diversi fra loro, a volte citati anche come accademie, scuole, cenacoli, ecc. 
- Scuola siciliana
- Dolce stil novo
- Petrarchismo
- Barocco e Manierismo
- Arcadia
- Classicismo e Neoclassicismo
- Romanticismo
- Scapigliatura
- Verismo
- Decadentismo
- Crepuscolarismo
- Futurismo
- Ermetismo
- Neorealismo

## Fasi della letteratura italiana
Qui viene riportata una possibile suddivisione delle fasi della letteratura italiana. Molte fasi sono cronologicamente vicine fra di loro se non addirittura contemporanee.
- Scuola siciliana
- Dolce stil novo e Petrarchismo (vedi Dante Alighieri, Guido Cavalcanti, Francesco Petrarca...)
- Umanesimo (vedi Giovanni Boccaccio, Ludovico Ariosto...)
- Letteratura barocca (in particolare Giovan Battista Marino)
- Classicismo (vedi anche Arcadia)
- Illuminismo (vedi Vittorio Alfieri, Giuseppe Parini  e i fratelli Verri)
- Romanticismo (vedi Alessandro Manzoni, Giacomo Leopardi, Ugo Foscolo...)
- Verismo (vedi Giovanni Verga, Luigi Capuana, Matilde Serao, Grazia Deledda...)
- Decadentismo (Simbolismo ed Estetismo)
- Avanguardie (Futurismo e Crepuscolarismo in particolare)
- Neorealismo (vedi Alberto Moravia, Ignazio Silone, Vasco Pratolini, Beppe Fenoglio, Pier Paolo Pasolini...)
- Realismo magico (in particolare Dino Buzzati)
- Postmodernismo (vedi Italo Calvino, Carlo Emilio Gadda, Umberto Eco...)